# جديدة مرجعيون
الجديدة أو جديدة مرجعيون هي إحدى القرى اللبنانية من قرى قضاء مرجعيون في محافظة النبطية.

## الوضع التربوي
منذ 1925 اعلنت  في جديدة مرجعيون محو الامية

## أعلامها
- نقولا قربان،  (1928 - 2003) شاعر.